# Ángel Bautista
Ángel Asunción Bautista López – meksykański zapaśnik walczący w stylu wolnym. Brązowy medalista mistrzostw panamerykańskich w 2021. Drugi na mistrzostwach panamerykańskich kadetów w 2013 roku.